# W górze rzeki
W górze rzeki (ang. Up the River) – amerykański film komediowy z 1930 w reżyserii Johna Forda. Został zrealizowany w erze Pre-Code.

## Fabuła
Dwóch skazańców Saint Louis (Spencer Tracy) i Dannemora Dan (Warren Hymer)  zaprzyjaźniają się z innym więźniem Steve`em (Humphrey Bogart). Steve, zakochany w Judy (Claire Luce) wraca do domu swojej matki. Okazuje się, że jest śledzony przez szantażystę Frosby’ego. Na pomoc przyjacielowi ruszają Saint Louis i Dannemora Dan, którzy w tym celu uciekają z więzienia.

## Obsada
- Spencer Tracy – Saint Louis
- Claire Luce – Judy Fields
- Warren Hymer – Dannemora Dan
- Humphrey Bogart – Steve Jordan
- Morgan Wallace jako Frosby (niewymieniony w czołówce)
- William Collier, Sr. jako Pop
- Joan Lawes jako Jean
- Bob Burns jako Slim (niewymieniony w czołówce)
- Edythe Chapman jako pani Jordan (niewymieniona w czołówce)
- Ward Bond jako więzień (niewymieniony w czołówce)
- Steve Pendleton as Morris (niewymieniony w czołówce)